# Willi Willwohl
Willi Willwohl, né le 31 août 1994 à Cottbus, est un coureur cycliste allemand, actif dans les années 2000 et 2010.

## Biographie
Willi Willwohl est issue d'une famille de cycliste. Son frère aîné, Gregor Willwohl, est un cycliste devenu directeur sportif.
Il obtient ses premiers résultats en 2012. Il termine deuxième du championnat d'Allemagne sur route juniors (17/18 ans). Sur piste, toujours chez les juniors, il termine sixième du championnat d'Allemagne de course à l'américaine (avec Robert Kessler) et septième de la poursuite individuelle. L'année suivante, il rejoint l'équipe continentale allemande LKT Brandenburg. Il remporte au sprint trois étapes du Tour de Berlin ainsi qu'une étape du Dookoła Mazowsza en Pologne.
En 2014, Willwohl est septième du Tour de Cologne et sixième du Velothon Berlin. Il remporte la première étape de la Carpathian Couriers Race et s'empare du maillot de leader de la course. Lors des championnats d'Allemagne sur piste, il termine deuxième avec l'équipe de l'équipe LKT Brandenburg de la poursuite par équipes (avec Franz Schiewer, Stefan Schäfer et Leon Rohde) et prend la dixième place de la course aux points.
En 2015, il remporte une étape sur le Tour du Loir-et-Cher et le Dookoła Mazowsza. Le 1er août 2016, il devient stagiaire au sein de l'équipe continentale professionnelle Stölting Service Group. À l'issue de la saison, il arrête sa carrière à 22 ans, pour travailler dans le restaurant familial. Il explique avoir connu des problèmes de santé et souligne des incohérences dans la gestion de l'équipe comme raisons de cet arrêt prématuré. 

## Palmarès sur route
- 2012
  - 2e du championnat d'Allemagne sur route juniors
- 2013
  - 3e, 4e et 5e étapes du Tour de Berlin
  - 6e étape du Dookoła Mazowsza
- 2014
  - 1re étape de la Carpathian Couriers Race
- 2015
  - 1re étape du Tour du Loir-et-Cher
  - 3e étape du Dookoła Mazowsza
- 2016
  - 3e du championnat d'Allemagne sur route espoirs

## Classements mondiaux
| Année           | 2013 | 2014 |
| --------------- | ---- | ---- |
| UCI Europe Tour | 388e | 291e |